# پوتوبی‌لی
پوتوبی‌لی (به ترکی آذربایجانی: Potubəyli) یک منطقه مسکونی در جمهوری آذربایجان است که در شهرستان ساعتلی واقع شده‌است. پوتوبی‌لی ۱۰۲۴ نفر جمعیت دارد.